# Томашевський Казимир Адамович
Казимир Адамович Томашевський (1 листопада 1914, Бердичів — 11 квітня 1983, Мінськ) — командир мотострілецького батальйону 21-ї гвардійської Ярославської Червонопрапорної, ордена Богдана Хмельницького механізованої бригади 8-го гвардійського механізованого корпусу 1-ї гвардійської танкової армії 1-го Білоруського фронту, капітан, Герой Радянського Союзу.

## Біографія
Народився 1 листопада 1914 року в місті Бердичеві (нині Житомирської області України) в родині робітника. Поляк. Член КПРС з 1944 року. У 1932 році закінчив школу-семирічку. Працював сортувальником листів на головпоштамті у Бердичеві.
В Червону Армію призваний у 1936 році. У 1939 році закінчив у місті Термез курси молодших лейтенантів, в 1942 році — курси «Выстрел». У діючій армії з лютого 1942 року. Воював на Брянському, Центральному, Воронезькому, 1-му Українському та 1-му Білоруському фронтах. Був тричі поранений.
Командир мотострілецького батальйону 21-ї механізованої бригади капітан Казимир Томашевський в числі перших 19 квітня 1945 року переправився на протилежний берег річки Шпрее і захопив плацдарм.
Своїми сміливими та рішучими діями офіцер сприяв переправі всієї бригади і виходу її на східну околицю столиці гітлерівської Німеччини — Берліна.
Указом Президії Верховної Ради СРСР від 31 травня 1945 року за відвагу і мужність, проявлені в боях за Берлін, капітану Томашевському Казимиру Адамовичу присвоєно звання Героя Радянського Союзу з врученням ордена Леніна і медалі «Золота Зірка».
Після війни комбат продовжував службу в Радянській Армії. У 1952 році закінчив курси «Выстрел». З 1958 року підполковник Томашевський в запасі. Жив у столиці Білорусі Мінську, працював у народному господарстві. Помер 11 квітня 1983 року. Похований у Мінську на алеї Почесного поховання Північного кладовища.
Нагороджений орденом Леніна, трьома орденами Червоного Прапора, орденами Олександра Невського, Червоної Зірки, медалями.